# ناوچه ایسکوا کلاس ۱۰۰
ناوچه ایسکوا کلاس ۱۰۰ (به انگلیسی: Issaquah 100 class ferry) یک کشتی است که طول آن ۳۲۸ فوت (۱۰۰٫۰ متر) می‌باشد.